# غطاء الرأس (نظرية البيان)
في نظرية المخططات ، غطاء الرؤوس (في بعض الأحيان غطاء العقد)  هو مجموعة من الأضلاع حيث لكل حافة من الرسم البياني ضلع واحد على الأقل يرد إليها. مشكلة إيجاد غطاء له حد الأدنى من الرؤوس هو مثال كلاسيكي في علوم الكمبيوتر لمسائل NP صعبة.

مثال على تغطية رؤوس لمخطط.

## تعريف
غطاء الرؤوس {\displaystyle V'} من الرسم البياني {\displaystyle G=(V,E)} هو مجموعة فرعية من {\displaystyle V} حيث أن {\displaystyle uv\in E\Rightarrow u\in V'\lor v\in V'}. هذه المجموعة تغطي جميع حواف {\displaystyle V'}. الشكل التالي يوضح أمثلة  بعض قمم الغطاء باللون الأحمر.
الحد الأدنى من غطاء الرؤوس هو غطاء له أصغر حجم ممكن . الشكل التالي يوضح أمثلة من الحد الأدنى من غطاء الرؤوس في  الرسوم البيانية السابقة .

## وصلات خارجية
- معابر الأنهار (Alcuin الأرقام) - Numberphile
- الحد الأدنى من قمة غطاءالرؤوس